# 藍刺尾魚
藍刺尾魚（學名：Acanthurus coeruleus），俗名美國藍倒吊，為輻鰭魚綱鱸形目刺尾魚亞目刺尾魚科的其中一個種。

## 分布
本魚分布於大西洋區，包括美國、加勒比海、墨西哥、哥倫比亞、委內瑞拉、巴西、法屬圭亞那、蘇利南、蓋亞那、阿森松岛等海域，自2011年起也發現於地中海。

## 深度
水深2至40公尺。

## 特徵
本魚體呈橢圓形而側扁。頭小，頭背部輪廓不特別凸出。口小，端位，上下頜各具一列扁平齒，齒固定不可動，齒緣具缺刻。幼魚體為鮮黃色，背鰭及臀鰭具有黑色邊緣，眼睛有藍色圓環包圍。成魚體為紫灰色，魚鰭為藍色，具白色邊緣，尾鰭呈半月形，尾柄硬棘基部為鮮黃色，本物種會出現生物螢光，當受到藍色或紫外線照射時，它會發出綠色光，看起來與白光照射下不同。生物螢光可能有助於種內通訊和偽裝。背鰭硬棘9枚、背鰭軟條26至28枚、臀鰭硬棘3枚、臀鰭軟條24至26枚，尾柄部有突出的毒棘，體長可達39公分。

## 生態
本魚棲息於近珊瑚礁區的沙底質海床或海草床，成小群活動，屬草食性，以藻類、浮游生物及有機碎屑為食。

## 經濟利用
可作為食用魚及觀賞魚。